# نت والتن
نت والتن (به انگلیسی: Nat Walton) زادهٔ ۱۸۶۶ بازیکن فوتبال اهل انگلستان بود که سابقهٔ بازی در تیم ملی فوتبال انگلستان را در کارنامهٔ خود دارد. وی در تاریخ ۱۵ مارس ۱۸۹۰ تنها بازی ملی خود را در مقابل تیم ملی فوتبال ایرلند انجام داد.